# Neue Mitte Jena
Die Neue Mitte Jena ist ein Einkaufszentrum in der kreisfreien Stadt Jena in Thüringen. Es befindet sich im Stadtzentrum am Eichplatz und bildet die Sockelumbauung des „Jentowers“, des höchsten Bürogebäudes Thüringens. Es gehört zu den größten Einkaufszentren des Freistaats. 

## Geschichte
Die ursprüngliche Umbauung des Turmsockels wurde gemeinsam mit dem Hochhaus 1972 eingeweiht. Im Jahr 1977 eröffnete dort die „Thomas-Mann-Buchhandlung“. Sie war das größte Buchgeschäft der Stadt. Nach der politischen Wende wurde der Turmsockel 1999 abgerissen und neu errichtet. Dabei entstand das Center, welches am 15. Oktober 2003 eröffnet wurde. Markant ist die große Glasfassade auf der Seite des Leutragrabens. Zu dem Einkaufszentrum gehört ein Parkhaus mit 180 Parkplätzen, das gemeinsam mit dem Center eröffnet wurde.
Seitdem wurde das Center in drei Umbauphasen umgestaltet. Zuletzt wurde im Obergeschoss des Einkaufszentrums ein neuer Supermarkt eingerichtet, dem der vormalig dort befindliche Food-Court weichen musste.

## Aktuelles
Derzeit gehört die „Neue Mitte Jena“ zur City- und Centermanagement Weimar GmbH, einem Tochterunternehmen der Saller Gruppe.
Ankermieter des Centers sind die Thalia Universitätsbuchhandlung, ein Aldi- sowie ein Rewe-Markt. Insgesamt erstrecken sich siebzehn Geschäfte, darunter auch Gastronomie, über eine Verkaufsfläche von 12.000 Quadratmetern. Ein Teil der Gesamtfläche entfällt an Büros und ein Fitnessstudio.

## Trivia
In den ersten Jahren des Centers befand sich unter dem vorstehenden Dach der Glasfassade am Leutragraben ein Drahtseil, an dem sich eine Puppe befand, die abwechselnd hinauf- und hinabkletterte.

## Galerie

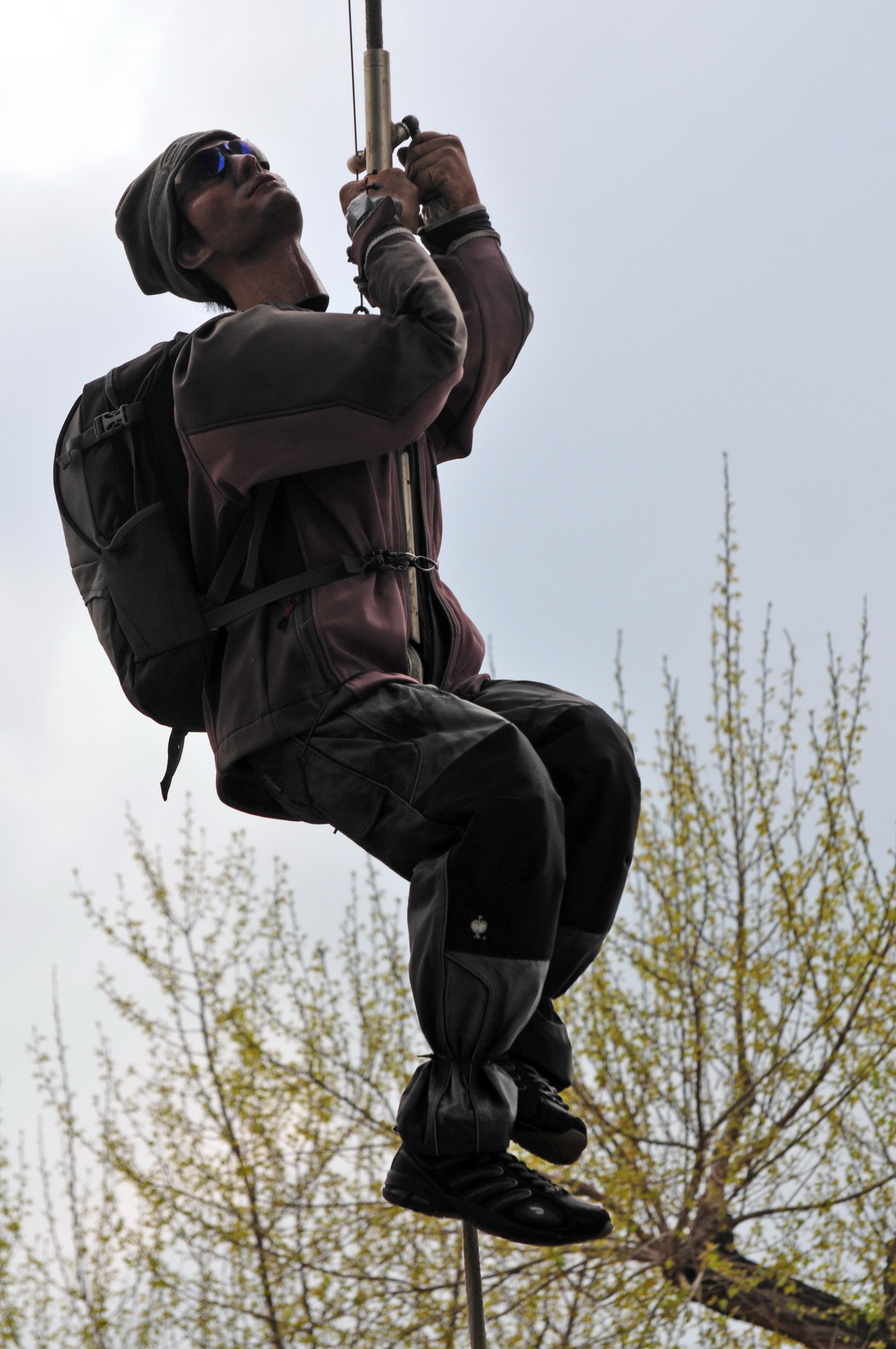
Detailaufnahme der Puppe am Drahtseil
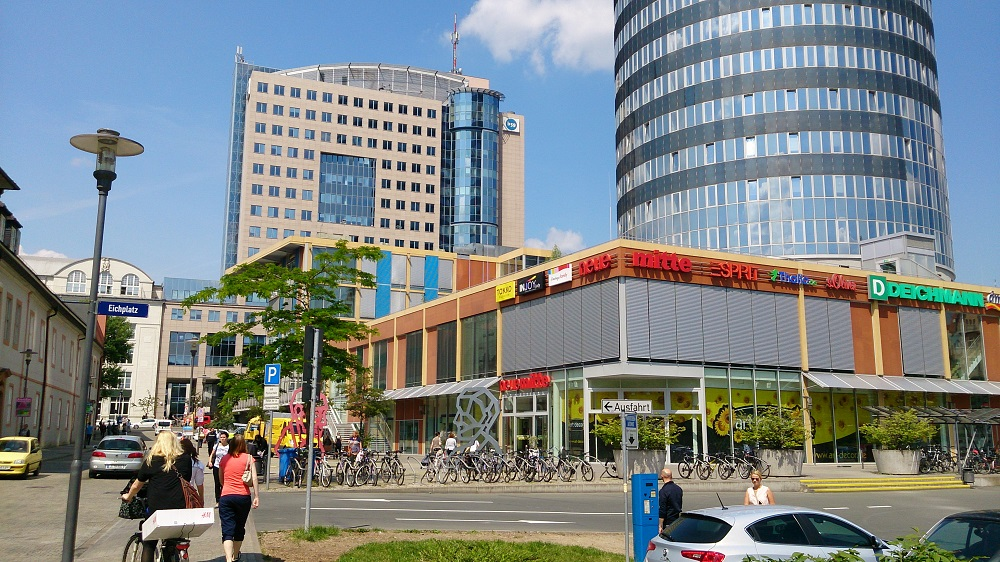
Ansicht der Neuen Mitte Jena am Eichplatz
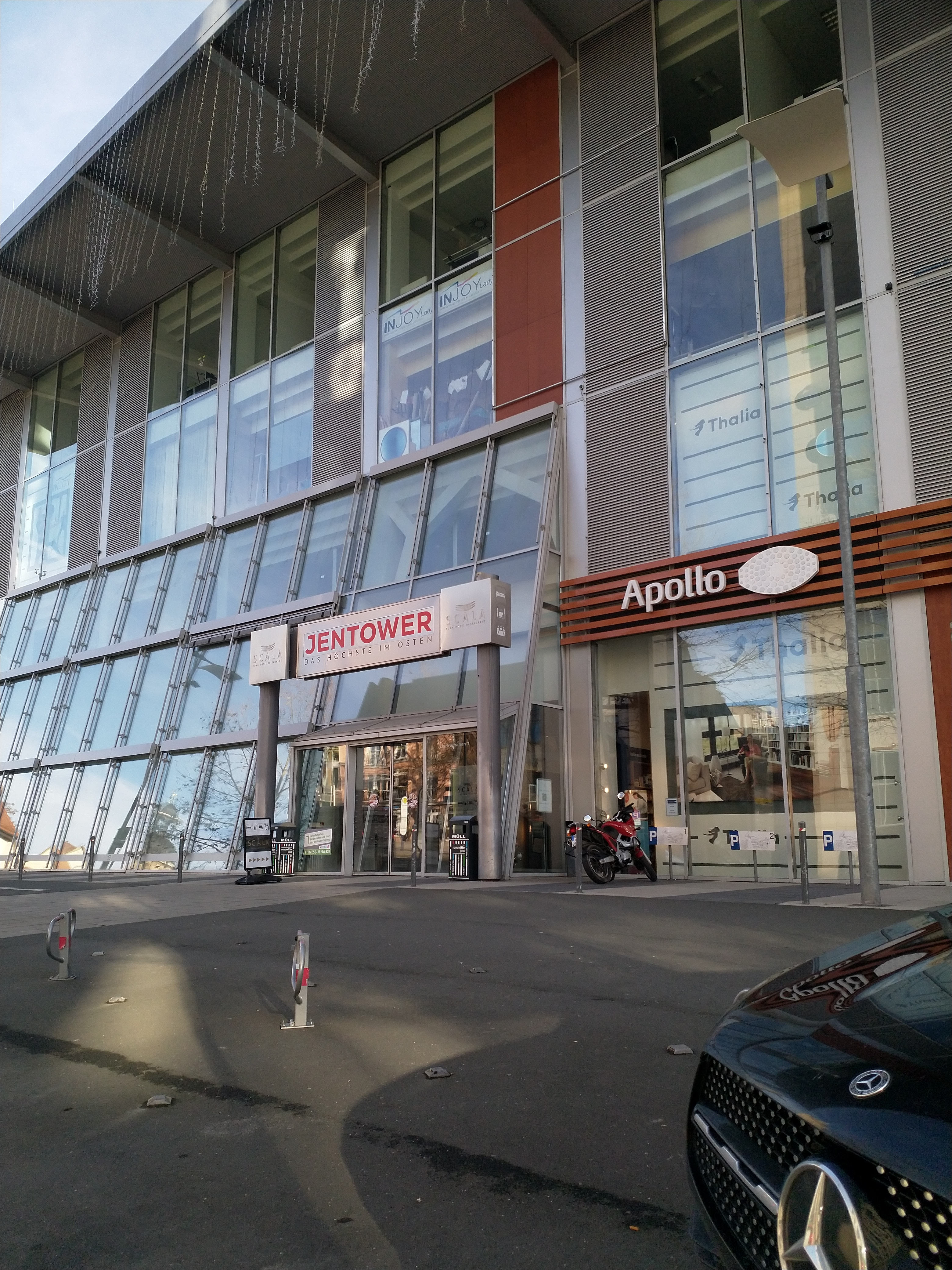
Eingang zum Jentower am Leutragraben